# Amargo despertar
Amargo despertar es una película coproducida por España e Italia, dirigida por Vittorio De Sica y estrenada en 1975. Tiene además otro título: Una breve vacanza (Unas vacaciones cortas). De Sica, gran director, consigue lo mejor de sus actores y de sus actrices. La película está bien considerada por la crítica, si bien no tuvo mucho éxito.

## Argumento
Una mujer que trabaja en una empresa tiene un marido vicioso. Su empresa le paga una cura de reposo en un balneario, donde tiene una aventura romántica con un joven.

## Recepción
Un crítico de la revista Fotogramas comentó sobre ella que «está narrada con una convicción superior a lo que acostumbraba su director en aquella época, pero tampoco lleva demasiado lejos unas premisas que daban mucho más de si».